# Jean Edelinck
Pour les autres membres des familles, voir Edelinck.
Jean Edelinck ou Jan Edelinck (né vers 1643 à Anvers, mort en 1680 à Paris) est membre d'une famille de graveur flamande partie travailler à Paris.

## Biographie
Avec son frère Gérard Edelinck, il fait son apprentissage chez le graveur Gaspar Huberti (Huybrechts). Il est probablement plus jeune que Gérard, bien que sa date de naissance soit inconnue. Il précède son frère à Paris en 1665. Il a le titre de graveur du roi et édite vers la fin de sa vie à l'enseigne de la Reine d'Espagne, rue St Jacques.
Joseph Strutt, à la fin du XVIIIe siècle, compare défavorablement son travail à celui de son frère Gérard en disant que bien qu'il imite étroitement son style : « il ne l'égale jamais ni dans le dessin ni dans l’exécution des gravures. »
Il meurt à Paris le 14 mai 1680.

## Œuvre
Edelinck fait plusieurs gravures de statues du jardin de Versailles dont Strutt dit qu'elles lui font grand crédit bien que l'effet soit froid et les finitions plutôt lourdes. Il fait également des gravures d'après un portrait de l'anatomiste Isbandis de Diemerbroeck par Romeyn de Hooghe et le Déluge d'après Alessandro Turchi. Ce dernier est achevé après sa mort par son frère cadet Gaspard-François Edelinck.
Le portrait de Marie Guyart illustre l'ouvrage de la biographie de la Vénérable Mère Marie de l'incarnation, première supérieure des ursulines de la Nouvelle France en 1677,.

Quelques gravures de Jean Edelinck
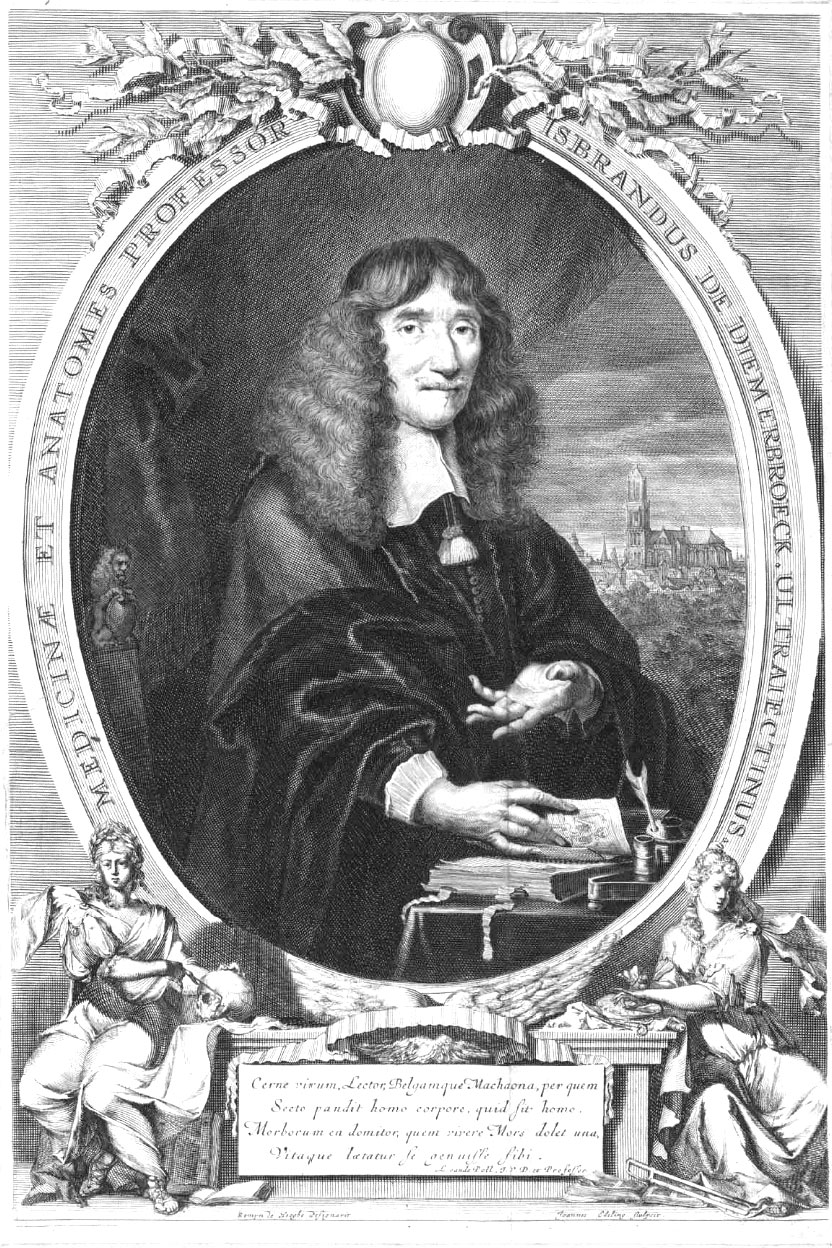
Isbrand van Diemerbroeck, vers 1670,
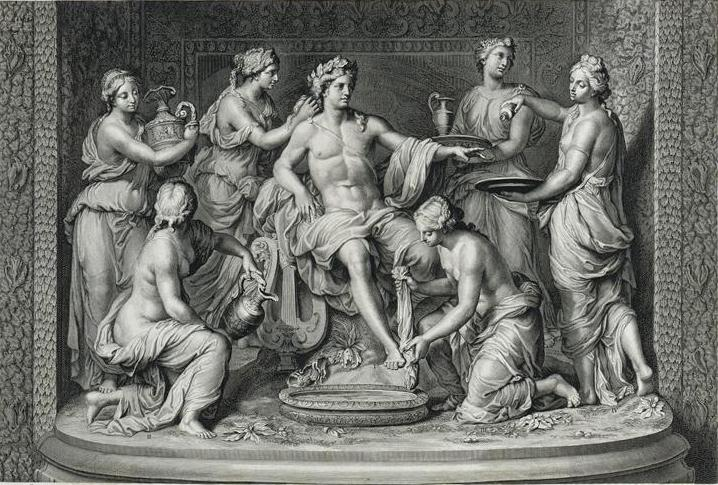
Grotte de Thétys, groupe central, 1678 gravure d'une sculpture de François Girardon et Thomas Regnaudin,
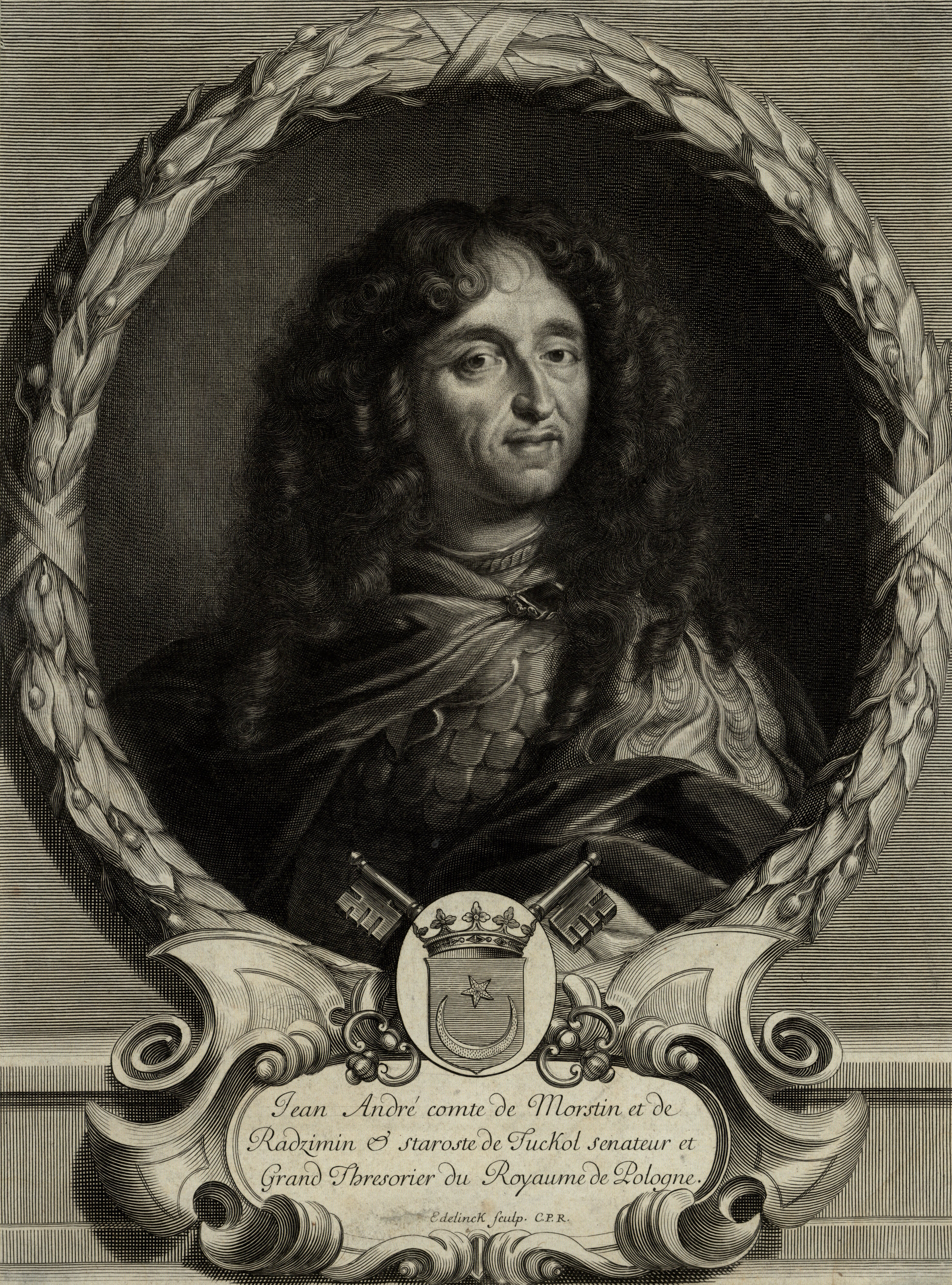
Jan Andrzej Morsztyn, avant 1680.